# Mont Yuniishikari
Le mont Yuniishikari (ユニ石狩岳, Yuni-ishikari-dake) est une montagne culminant à 1 756 m d'altitude dans les monts Ishikari sur l'île de Hokkaidō au Japon.